# Zhuliangomyces
Zhuliangomyces is een geslacht van schimmels behorend tot de familie Amanitaceae. De typesoort is Zhuliangomyces olivaceus.
Het geslacht is ontstaan toen DNA analyse aantoonde dat Zhuliangomyces een aparte groep was binnen het geslacht Limacella. 

## Soorten
Volgens Index Fungorum telt het geslacht zes soorten (peildatum augustus 2023):
| Soortnaam                     | Auteur(s)                                | Publicatiejaar |
| ----------------------------- | ---------------------------------------- | -------------- |
| Zhuliangomyces illinitus      | (Fr.) Redhead                            | 2019           |
| Zhuliangomyces lenticularis   | (Lasch) Redhead                          | 2019           |
| Zhuliangomyces ochraceoluteus | (P.D. Orton) Redhead                     | 2019           |
| Zhuliangomyces olivaceus      | (Zhu L. Yang, Y.Y. Cui & Q. Cai) Redhead | 2019           |
| Zhuliangomyces pakistanicus   | Usman & Khalid                           | 2020           |
| Zhuliangomyces subillinitus   | (Guzmán) Redhead                         | 2019           |